# Luis Bertrán
San Luis Bertrán Eixarch O.P. (Valencia, 1 de enero de 1526 - 9 de octubre de 1581), más conocido como San Luis Beltrán o San Luis Bertrán fue un santo español de la orden de los dominicos, canonizado por el papa Clemente X en 1671.

## Biografía
Luis Beltrán nació en Valencia, España, el 1 de enero de 1526, hijo de Luis Bertrán que fue notario de Valencia y Ángela Eixarch. Ingresó en el convento de los dominicos de Valencia el año 1544.
Fue, como otros muchos dominicos, como misionero a América. Desembarcó en Cartagena de Indias y ejercitó su labor misionera en la región del Bajo Magdalena. En 1568 fue elegido Prior del convento de Santo Domingo, en Santa Fe de Bogotá. La crueldad, la avaricia y los abusos de los encomenderos de los oficiales reales ocupados en la conquista de esas tierras y la opresión de los indígenas, fueron los principales obstáculos que tuvo que vencer en su trabajo misionero y cansado de no poder remediar esos males solicitó el traslado a Europa. Existen varias leyendas e historias sobre los conflictos que este fraile tuvo con los conquistadores, quienes intentaron asesinarlo en repetidas ocasiones.
Volvió a Valencia recibido por el cariño de los valencianos, donde fue encargado, como en su juventud, de ser maestro de novicios. En la puerta de su celda puso el siguiente rótulo: Si tratase de agradar a los hombres no sería siervo de Jesucristo. También estuvo de titular en el convento de Santa Ana de Albaida, Valencia. Según la tradición, en 1579 y hallándose enfermo por la gran sed que tenía, se dirigió a una fuente que le recomendaron, situada al sur de Valencia, en el camino de Ruzafa a la Albufera. Tan mejorado se sintió que bendijo la fuente, que desde entonces se tuvo por milagrosa y que dio nombre al actual barrio valenciano de la Fuente de San Luis.
Después de muchas enfermedades, con las que consideraba que Dios lo purificó, repitiendo siempre las palabras de San Agustín: Abrasa, corta y castiga aquí, Señor para que me perdones para siempre, murió el 9 de octubre de 1581, un año antes que Santa Teresa de Jesús, con la que mantuvo correspondencia. El Papa Paulo V lo beatificó en 1608 y Alejandro VII le declaró Patrono del Nuevo Reino de Granada (actuales Colombia, Venezuela, Ecuador y Panamá). Fue canonizado por Clemente X en el año 1671. Su fiesta se celebra el 9 de octubre. Es el coopatrón del Colegio NOTARIAL de Valencia y patrón de los municipios de Tormos en Alicante y Buñol en Valencia. Es patrono de Colombia.

## Devoción popular

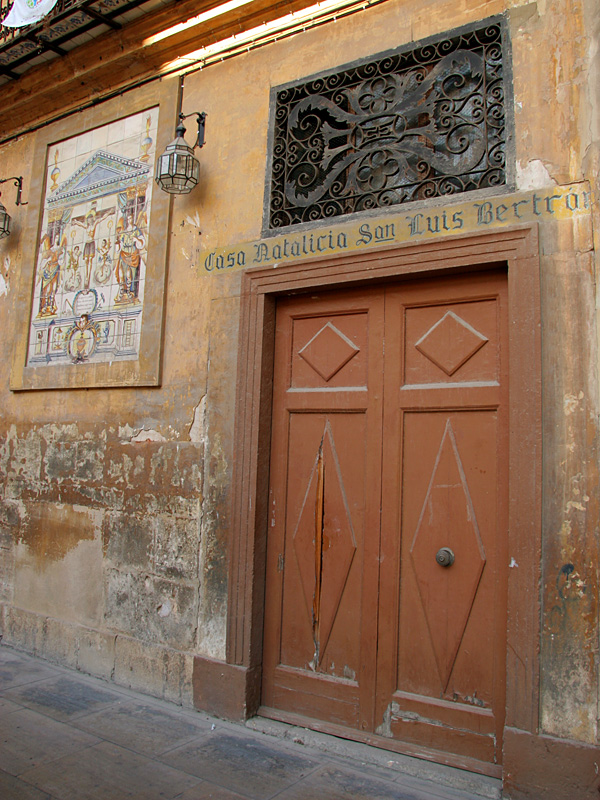
Casa natal en Valencia.

Provocó gran impacto y suceso, al punto que hoy día su memoria todavía permanece en la tradición popular de la región.
Se afirma de él que era un santo taumaturgo y realizaba muchos prodigios. Se menciona, por ejemplo, que puso fin a sequías con una simple oración, que con una bendición hizo que un árbol diera frutos de manera instantánea, que caminó sobre las aguas de la Ciénaga de Manzanillo, que una vez, para demostrar a un encomendero en Usiacurí que se estaba alimentando de la sangre indígena, al explotarlos, exprimió las arepas preparadas para la comida, produciendo un chorro de sangre sobre la mesa; que los encomenderos lo intentaron envenenar con un potentísima poción, pero que luego de vomitar una serpiente, recobró la salud; que un encomendero quiso matarle, pero al dispararle, su arcabuz se convirtió en un crucifijo. Este es el milagro que más puede observarse en las pinturas que se han hecho sobre el santo. Se dice además que neutralizó ataques de fieras, que apagó incendios y curó enfermos con su rosario, que tenía el don de lenguas, es decir, predicaba en español, pero los indios le entendían en su propio idioma, y muchos otros prodigios.